# Катманду

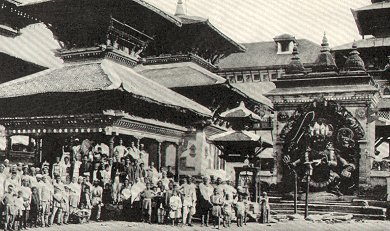
Катманду — площадь Дурбар в 1920 году

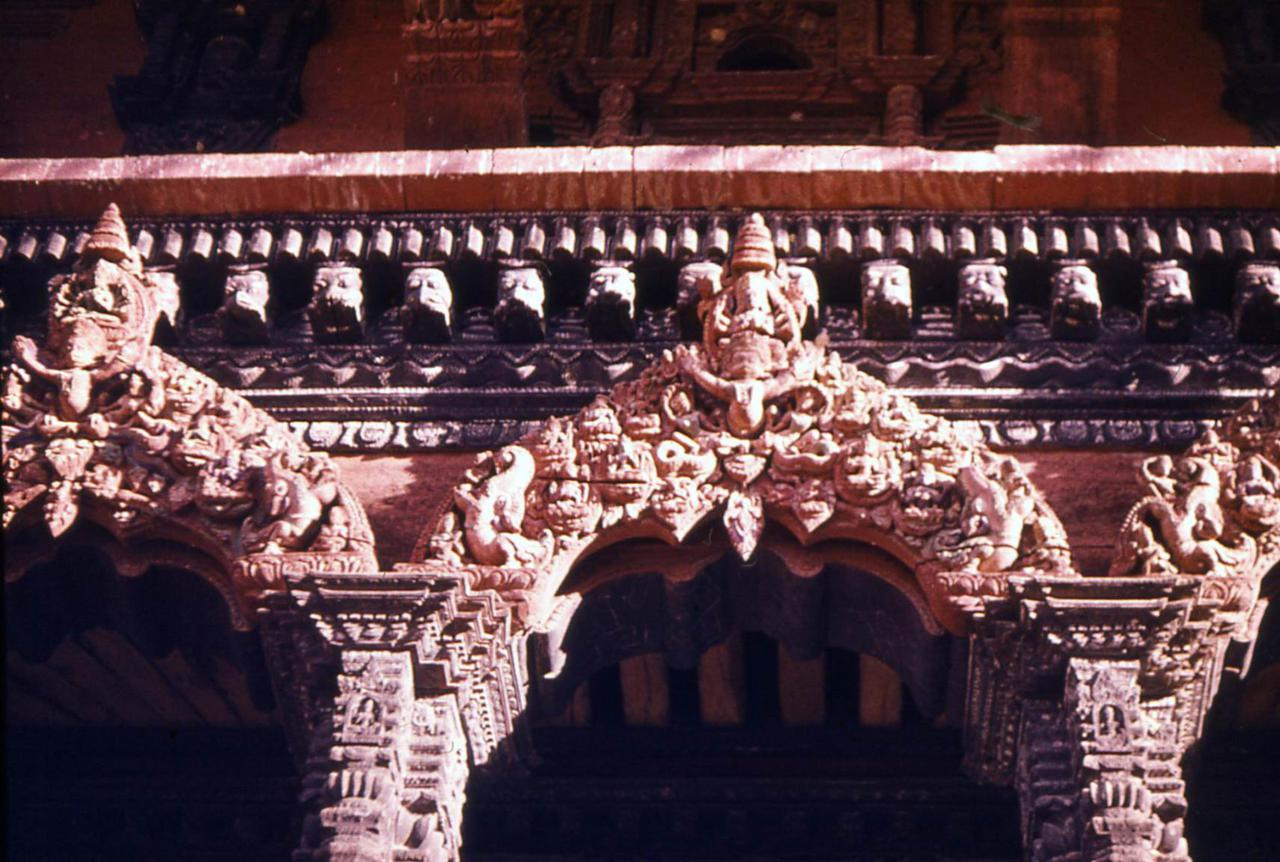
Деталь парадного входа во дворец в Катманду

Катманду́ (непальск. काठमाडौं [kɑʈʰmɑɳɖu], Kāthmāndau) — столица и крупнейший город Непала, его исторический, экономический, политический и культурный центр. Население города составляет более 1 млн человек.
Горная долина Катманду, высотой около 1300 м, — историческая область Непала, знаменитая неварскими городами Катманду, Лалитпур (Патан), Бхактапур, Киртипур, Панаути и многочисленными монастырями, храмовыми центрами и культурными памятниками.
Город имеет богатую, более чем 2000-летнюю историю.
Облик столицы сохранился с XVII—XVIII веков, когда долина Катманду активно застраивалась во время правления королей династии Малла. Религиозные и культурные фестивали — важная часть жизни горожан. Большая часть населения Катманду является последователями индуизма, второй по числу последователей религией является буддизм. Также в городе проживают последователи других религий, что делает Катманду одним из самых космополитичных городов мира. Наиболее распространённым языком общения является непали.
Катманду — крупнейший культурно-образовательный центр Непала. Здесь расположены Королевская академия, Национальный колледж, Санскритский колледж, Университет имени Трибхувана, Ассоциация изящных искусств. Кроме того, в Катманду находится Национальный музей Непала, нумизматический музей и ряд библиотек, среди которых выделяются Национальная и Центральная.
Катманду, Лалитпур и Бхактапур настолько тесно связаны культурно, что памятники и достопримечательности всех трёх городов внесены в список Всемирного наследия ЮНЕСКО как один объект охраны — «Всемирное наследие долины Катманду».

## Этимология

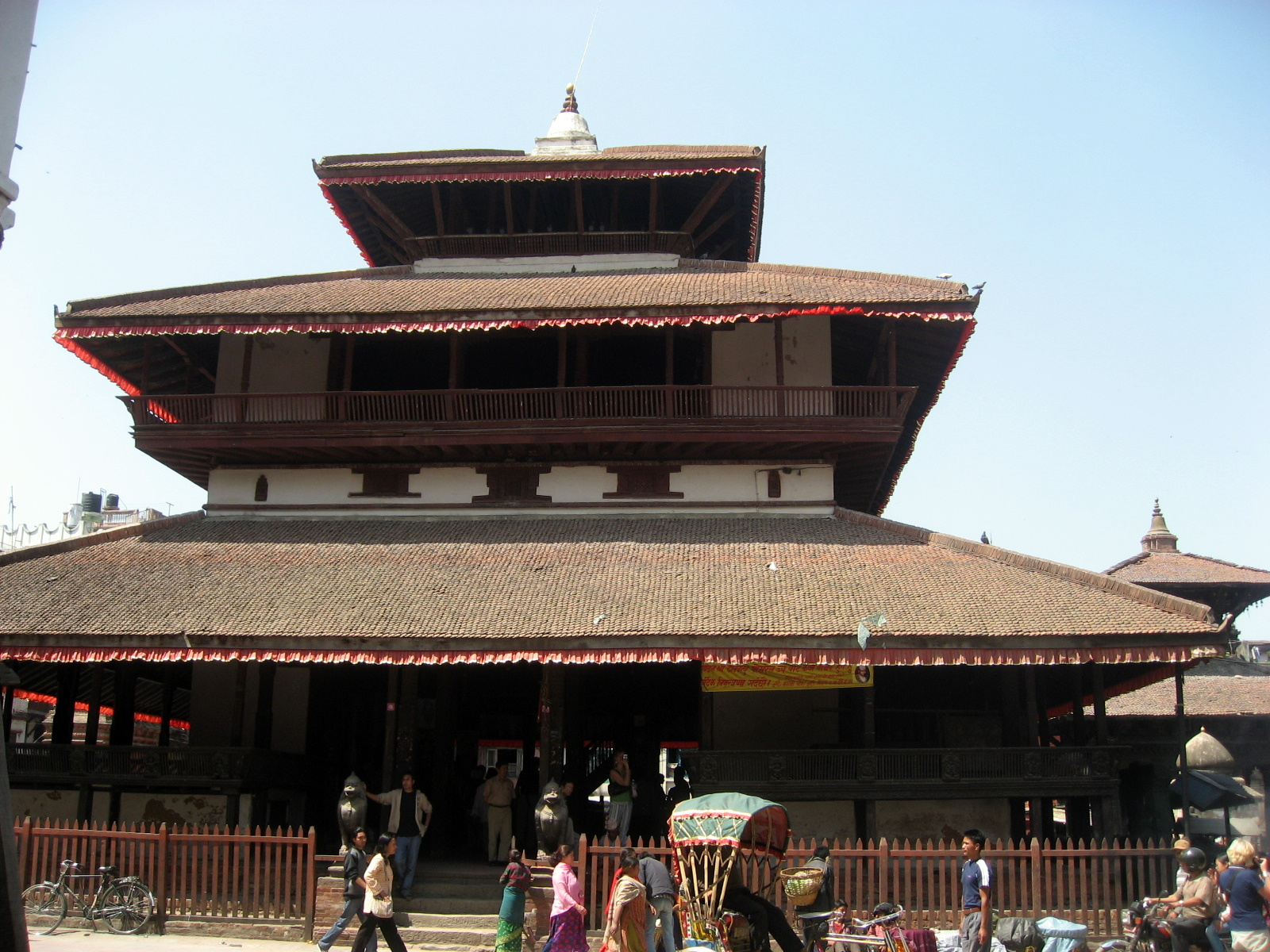
Кастамандап

Город Катманду назван в честь храма Кастхамандап, расположенного на площади Дурбар. В переводе с санскрита слов Кастха (काष्ठ) означает «дерево» и Мандап (/मण्डप) «укрытое пристанище». Этот храм, также известный как Мару Сатал, был построен в 1596 году королём Лакшми Нарсингхом Малла. Двухуровневое строение полностью сделано из дерева без использования железных гвоздей. Согласно легенде вся древесина, использованная при строительстве храма, была получена от одного дерева.
В средние века город был также известен как Кантипур (कान्तिपुर). Это название также производно от двух санскритских слов — канти и пур. «Канти» — это одно из имён богини Лакшми, и «пур» означает место.
Среди неварцев Катманду известен как Йен Деса (येँ देश). «Йен» — сокращение от Ямбу (यम्बु), названия, которое первоначально относилось лишь к северной части Катманду.

## История

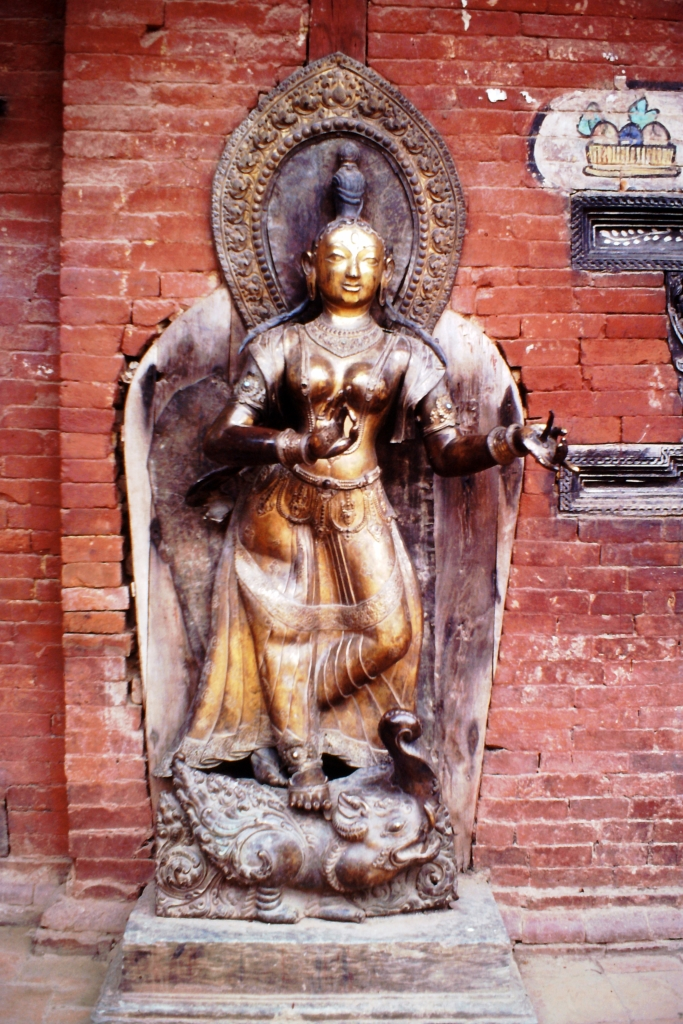
Статуя Будды на улице. Катманду. 1979

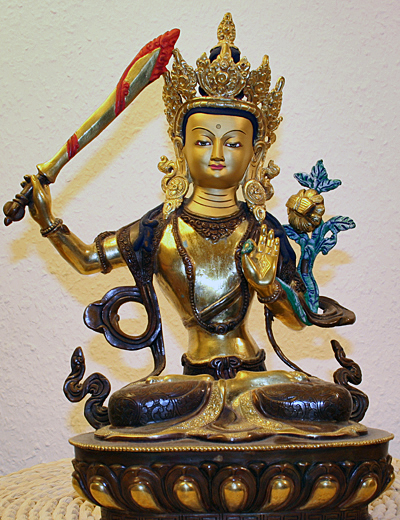
Манджушри

Археологические раскопки, проведённые в Катманду, подтверждают существование здесь древней цивилизации. Старейшая из найденных здесь статуй датирована 185 годом н. э. При раскопках в Дхандо Чаития был обнаружен кирпич с надписями на брахми, возраст которого оценивается в более чем 2000 лет. Надписи, высеченные на камнях, являются важным источником информации об истории Непала.

### Древний период
Древний период истории Катманду описан в мифах и легендах. Согласно пуране Сваямбху на месте современного Катманду было озеро под названием Нагдаха. Озеро было осушено Манджушри, который основал город, названный Манджушрипаттан и назначил Дхармакара правителем осушенной территории.
Сохранилось очень мало записей о периоде, предшествовавшем восхождению на престол правителей из средневековой династии Ликчави (примерно 400 г. н. э.). Согласно генеалогическому древу непальских монархов (Гопалрадж Вансавали) до Ликчавов правителями долины Катманду были Гопалы, Махиспалы, Аабхиры, Кираты и Сомаванши. Династия Кирата была основана Яламбером. Во время правления Киратов возникло поселение под названием Ямбу в северной части старого Катманду. В некоторых сино-тибетских языках Катманду по-прежнему называется Ямбу. В этот же период был основан и Йенгал в южной части современного города. Во время правления 7-го правителя из династии Кирата, Джитедасти, в долину Катманду проникли буддистские монахи, основавшие лесной монастырь Санкху.

### Средневековый период

#### Эпоха Ликчавов
На рубеже 4-го-5-го веков в долину Катманду с Индо-Гангских равнин прибывают Ликчавы. Победив Киратов, они основали новую правящую династию. В этот же период спасшиеся от геноцида, организованного правителем Вирудхакой в Лимбини, Шакьи мигрировали на север к Ямбу и Йенгалу (Ланджагвал и Манджупаттан) и основали первый постоянный буддийский монастырь Катманду. После их прибытия Ямбу стал называться Колиграм, а Йенгал — Дакшим Колиграм.
Собственно Катманду был основан в 723 году правителем из династии Ликчавов Гунамакадевой, объединившим Колиграм и Дакшим Колиграм. Город был построен в форме Чандрахрасы, меча Манджушри. Катманду играл важную роль в транзитной торговле между Индией и Тибетом. Торговый обмен привёл и к активному культурному взаимодействию. В этот период широко востребованным как внутри долины, так и за её пределами стало искусство неварцев, коренных жителей долины Катманду. Неварские художники широко привлекались для росписи храмов за пределами долины.

#### Эпоха Малла

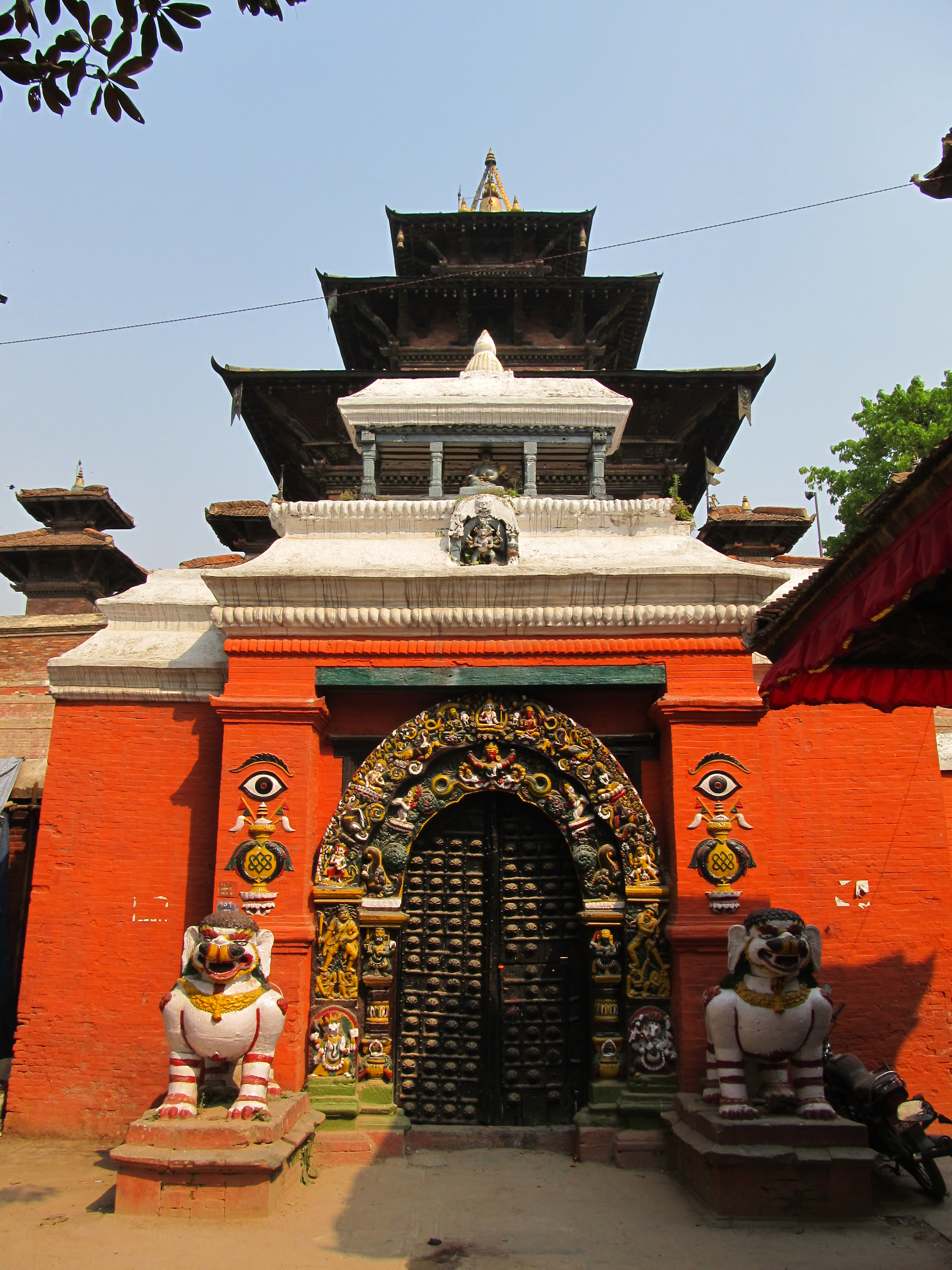
храм Таледжи Вхавани, божества клана Малла

Вслед за эпохой Ликчавов наступила эпоха Малла (12-18-й века). В 12-м веке правители области Тирхут под давлением мусульманских завоевателей были вынуждены мигрировать на север, в долину Катманду. Вследствие династических браков они стали правителями Катманду. Первые годы правления династии были сложными и сопровождались нападениями хасов и мусульман. Также в этот период в результате разрушительных землетрясений погибла треть населения Катманду, включая царя Абхаю Маллу. Эти события привели к разрушению значительной части архитектурного наследия эпохи Ликчавов и утрате многих памятников литературы предшествовавшего периода. Несмотря на эти трудности, Катманду вскоре вернул своё значение и в течение всей эпохи Малла доминировал в транзитной торговле между Индией и Тибетом. Валюта Непала стала стандартной валютой трансгималайской торговли. К концу эпохи государство Малла превратилось в конфедерацию 4 городов-государств — Кантипура, Лалитпура, Бхактапура и Киртипура. Правители этих государств, контролировавшие долину Катманду, соперничали друг с другом в искусстве, архитектуре и торговле.

### Новое время
Эпоха Малла завершилась в 1768 году, когда долина Катманду перешла под контроль королевства Горкха. Это событие ознаменовало начало современного периода истории города. Катманду стал столицей империи Горкха, установившей контроль над всем Непалом. Именно в это время были построены здания с характерной непальской архитектурой, например, башня Базантапур. Однако в это же время вследствие войн между соседними государствами начался упадок трансгималайской торговли. Непал стал вести активную внешнюю политику. Так, премьер-министр Непала Бхимсен Тхапа (1806—1837 гг.) оказывал поддержку Франции в ходе её борьбы с Великобританией за установление контроля над Индией. Следствием этого стало строительство в Катманду современных военных укреплений.

#### Эпоха Рана
В 1846 году после Котской резни, в ходе которой погибло свыше 40 представителей правящей династии и премьер-министр страны, контроль над страной и городом перешёл к Джунг Бахадур Ране, ставшему основателем династии Рана. Во время правления Раны Катманду перешёл от антибританского альянса к пробританскому. В это время были построены первые строения в западном стиле, построена первая современная дорога в долину Катманду. Основаны Тричандра Колледж (первый колледж Непала), школа Дурбар (первая современная школа Непала), госпиталь Бир (первый госпиталь страны). Правление Рана было отмечено тиранией, экономической эксплуатацией населения и религиозными преследованиями.

## Физико-географическая характеристика

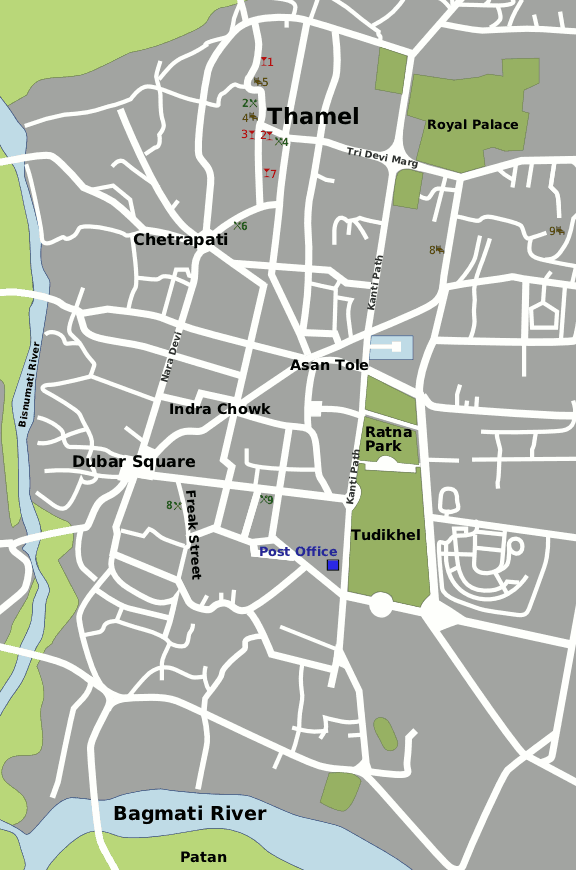
Карта центра города

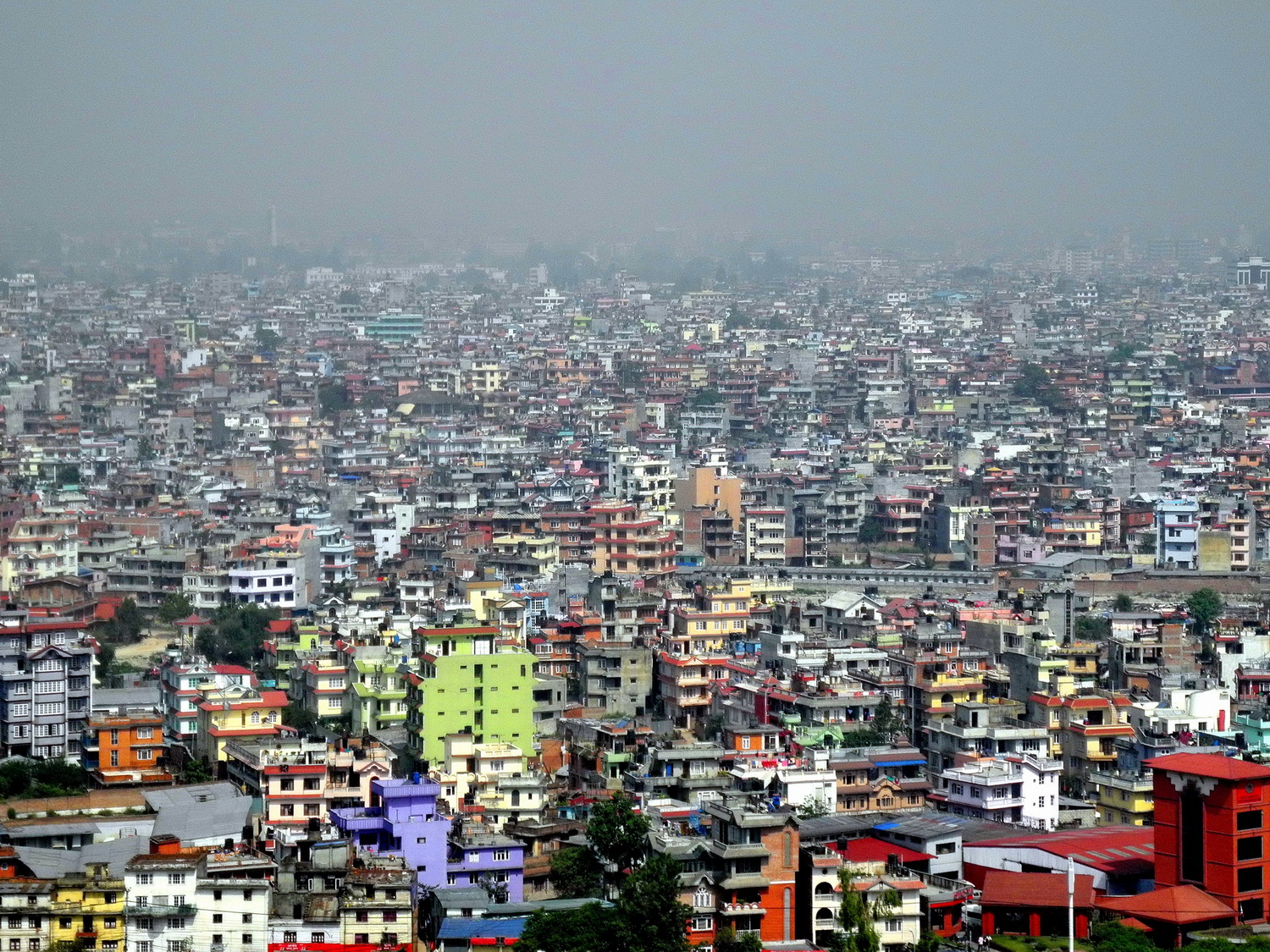
Катманду

Катманду расположен в северо-западной части долины Катманду. Площадь города 50,67 кв. км. Средняя высота над уровнем моря 1350 м. Городская агломерация Катманду, включающая соседние города Патан, Киртипур, Тхими, Бхактапур, охватывает всю долину и охватывает расположенные в соседних долинах города Банепа, Панаути и Дхуликхел.
Территорию города дренирует 8 рек. Наиболее крупные из них Багмати, Бисхнумати, Дхобикхола, Манохара, Ханумант и Тукуча.

### Климат
Климат Катманду, с учётом высоты города над уровнем моря (1355 м) и близостью высоких гор (Гималаи, Тибет), является субтропическим муссонным. Зимой дуют ветры с материка, но горы блокируют приток холодных воздушных масс с севера. В итоге ветры приносят сухую погоду с огромными суточными колебаниями (более 15 °C), летом приходит муссон со стороны Индии и выпадают обильные осадки. В связи с этим лето душное и влажное, но сильная жара бывает редко. Суточные колебания существенно меньшие. Зимой часто бывают заморозки, но снег выпадает достаточно редко. Средняя температура января (самого холодного месяца) +10 °C, июня и июля (самых тёплых месяцев) +24,4 °C.
| Показатель                                       | Янв. | Фев. | Март | Апр. | Май  | Июнь | Июль | Авг. | Сен. | Окт. | Нояб. | Дек. | Год  |
| ------------------------------------------------ | ---- | ---- | ---- | ---- | ---- | ---- | ---- | ---- | ---- | ---- | ----- | ---- | ---- |
| Абсолютный максимум, °C                          | 24,4 | 28,3 | 33,3 | 35,0 | 36,1 | 37,2 | 32,8 | 33,3 | 33,3 | 33,3 | 29,4  | 28,3 | 37,2 |
| Средний максимум, °C                             | 18   | 20,2 | 24,3 | 27,4 | 28,2 | 28,3 | 27,7 | 28   | 27,2 | 25,8 | 22,7  | 19,4 | 24,8 |
| Средняя температура, °C                          | 10   | 11,7 | 16,1 | 20   | 23,1 | 24,4 | 24,4 | 24,2 | 23,6 | 20   | 15,3  | 11,1 | 18,7 |
| Средний минимум, °C                              | 2,1  | 3,8  | 7,5  | 11,3 | 15,5 | 19   | 20   | 19,7 | 18,2 | 13   | 7,4   | 3    | 11,7 |
| Абсолютный минимум, °C                           | −2,8 | −1,1 | 1,7  | 4,4  | 9,4  | 13,9 | 16,1 | 16,1 | 13,3 | 5,6  | 0,6   | −1,7 | −2,8 |
| Норма осадков, мм                                | 14   | 17   | 31   | 54   | 114  | 256  | 360  | 314  | 183  | 59   | 8     | 14   | 1425 |
| Источник: World Meteorological Organisation (UN) |      |      |      |      |      |      |      |      |      |      |       |      |      |

## Экономика

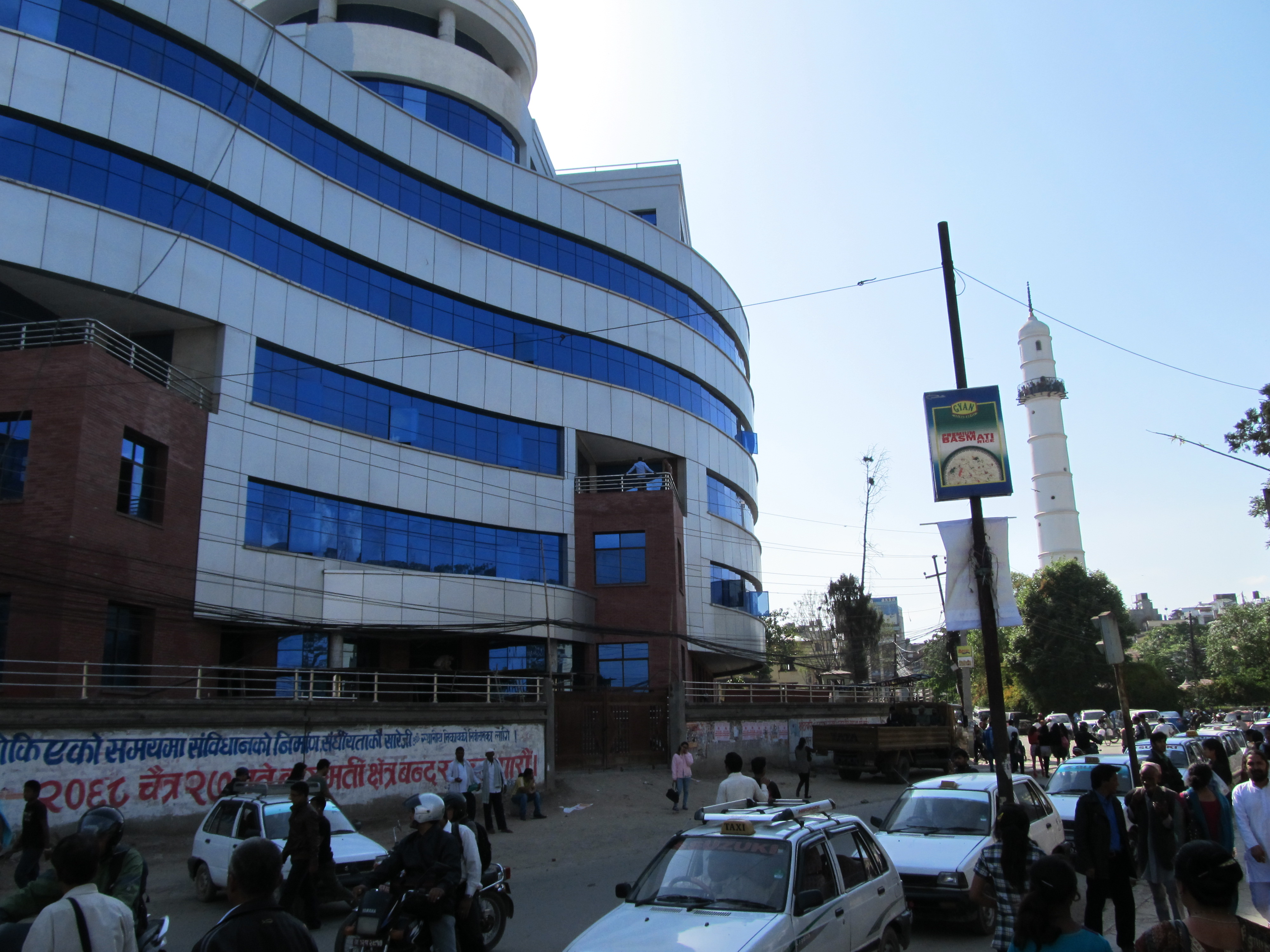
Комплекс Непал Телеком возле башни Дхарахара

Расположение и рельеф Катманду оказали значительное влияние на развитие города. Город расположен на месте древнего озера с плодородным почвенным составом и сглаженным рельефом. Эти особенности способствовали развитию сельского хозяйства. Благоприятный микроклимат и местоположение на древнем торговом пути между Индией и Тибетом создали условия для превращения Катманду в важный торговый центр. Торговцы из Катманду содействовали распространению местных художественных стилей и буддизма. Другими традиционными отраслями экономики Катманду являются резьба по дереву, литьё металла, живопись, ткачество и керамика.
Катманду — важнейший промышленный и торговый центр Непала. Здесь расположены Фондовая биржа Непала, головной офис Национального банка Непала, торговой палаты, а также офисы национальных и транснациональных банков, телекоммуникационных компаний и других национальных и международных организаций.
Совокупный продукт столичного региона составляет 6,5 миллиардов долларов США или более трети ВВП Непала. Катманду экспортирует произведения искусства, продукцию ремесленного производства, предметы одежды, ковры, пашмины, бумаги; торговля составляет 21 % совокупного дохода города. Промышленность генерирует 19 % дохода Катманду. Наиболее известными предметами экспорта являются одежда и шерстяные ковры. Другие сектора экономики Катманду: сельское хозяйство (9 %), образование (6 %), транспорт (6 %), индустрия гостеприимства и ресторанный бизнес (5 %).

## Транспорт

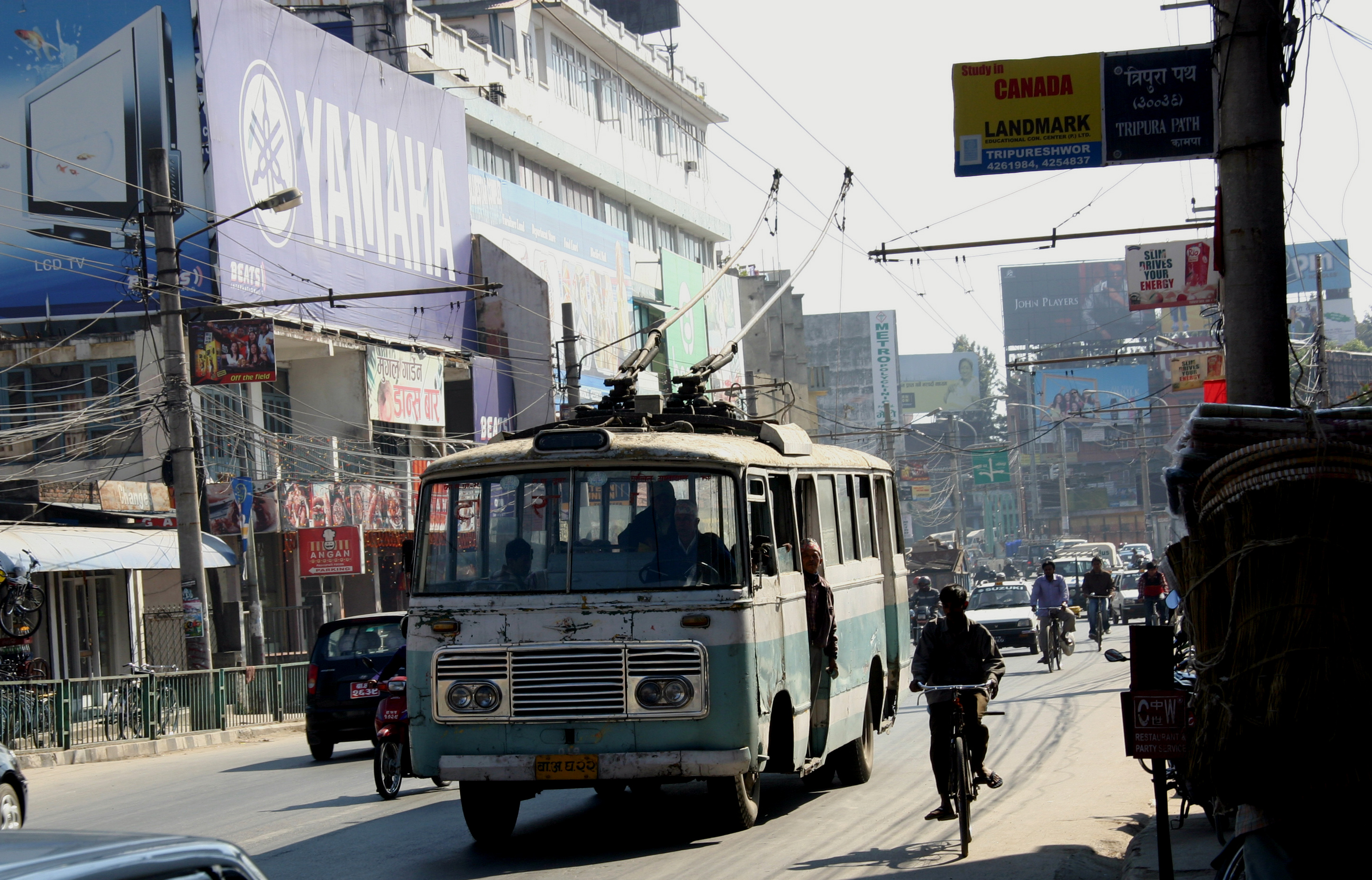
Троллейбус в 2007 году

Компания Sajha Yatayat обслуживает регулярные автобусные перевозки. В городе также присутствовала троллейбусная система, она была представлена одним маршрутом и была закрыта в ноябре 2009 года. 

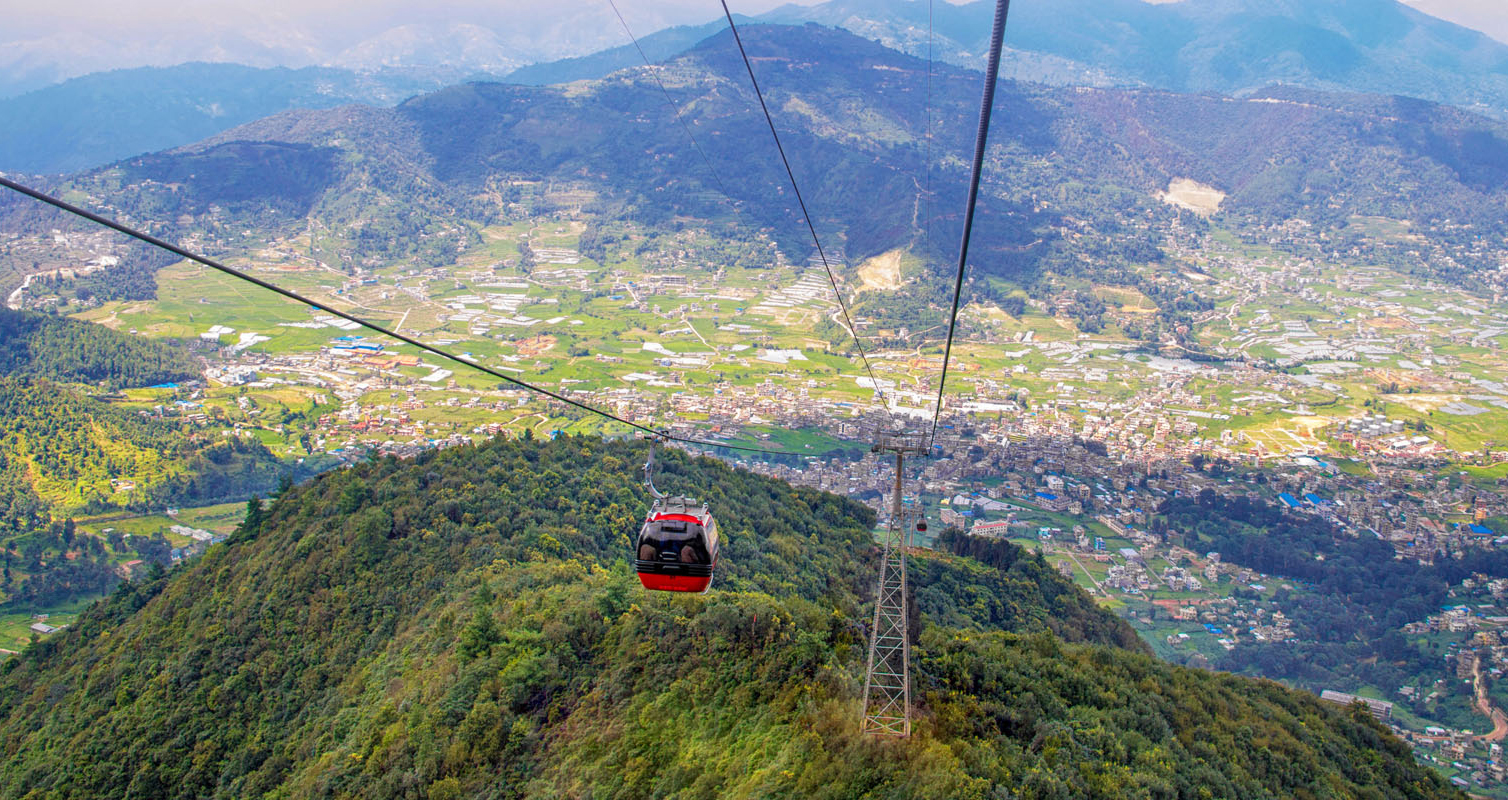
Канатная дорога на холмах Чандрагири

В 5,56 километрах к востоку от Катманду находится аэропорт Трибхуван. Между городом и Хетаудой действовала канатная дорога протяженностью 43 км, по которой перевозилось 25 тонн грузов в час. Она была закрыта из-за маленькой грузоподъёмности и проблем с техническим обслуживанием. В настоящее время канатная дорога работает на холмах Чандрагири.

## Основные достопримечательности Катманду и Долины
Ступы Боднатх и Сваямбунатх, Пашупатинатх, Площадь Дурбар, здание «Кастамандап», Королевский дворец, Лалитпур (Патан), Буданилкантха, туристический район Тамель, пруд Рани-Покхари, башня Дхарахара.

## Города-побратимы
- Сиань, Китай
- Мацумото, Япония
- Минск, Белоруссия[24]
- Пхеньян, КНДР
- Янгон, Мьянма
- Юджин, Орегон, США